# Rogaining

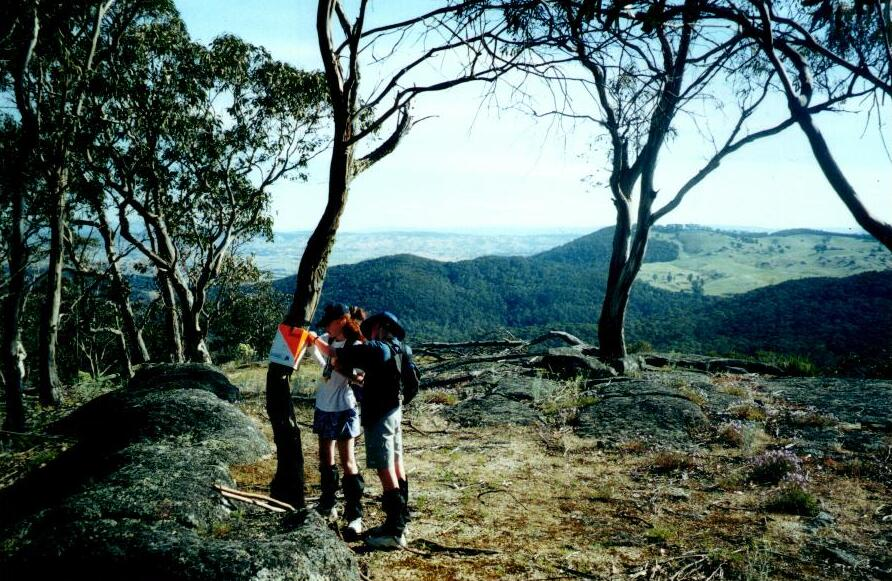
Závodníci na kontrole v rogainingu

Rogaining je sport, který vychází z orientačního běhu. Stejně jako orientační běh, i rogaining zahrnuje volbu postupů a pohyb v terénu mezi kontrolními stanovišti s použitím mapy a buzoly. Trať pro rogaining však nemá pevně dané pořadí, ve kterém musí závodník, resp. závodníci, kontrolními stanovišti projít. Při závodě si dvoučlenné až pětičlenné týmy volí, kterými kontrolami ve vymezeném čase projdou, ve snaze získat co nejvyšší bodové ohodnocení. Hlavními rysy tohoto sportu jsou týmová spolupráce, vytrvalost, soutěživost a vztah k přírodě a životnímu prostředí. Mistrovské závody se pořádají na 24 hodin, ale některé závody jsou kratší, např. jen dvě hodiny.

## Historie
Rogaining pochází z Austrálie. Horolezecký klub na univerzitě v Melbourne začal pořádat podobné akce už v roce 1947. V dubnu 1976 dostal tento sport své jméno, pravidla a bylo založeno první sdružení – Victorian Rogaining Association. Název rogaine byl vytvořen jako zkratka křestních jmen (Rod, Gail a Neil) členů Surrey-Thomas Rover Crew, kteří uspořádali první závod. Později byl vytvořen inverzní akronym (Rugged Outdoor Group Activity Involving Navigation and Endurance), jehož používání se však neujalo. Vzhledem k tomu se název sportu nepřekládá, a přebírá se do dalších jazyků v původní podobě. V angličtině označuje slovo rogaine jednu konkrétní sportovní akci a slovo rogainer vyznavače tohoto sportu. Naproti tomu v češtině se slovem rogaining označuje sport obecně i jednotlivý závod. Od začátku 90. let se pod záštitou International Rogaining Federation pořádala Mistrovství světa v každém sudém roce, od roku 2013 pak až na výjimky každoročně:
1. (1992): Beechworth, Austrálie
2. (1996): Mt Singleton, Západní Austrálie
3. (1998): Kamloops, Britská Kolumbie, Kanada
4. (2000): Christchurch, Nový Zéland
5. (2002): Lesná, Česko
6. (2004): Arizona, USA
7. (2006): Nový Jižní Wales, Austrálie
8. (2008): Národní park Karula, Estonsko
9. (2010): Cheviot, Nový Zéland
10. (2012): Přebuz, Česko
11. (2013): Alol, Pskovská oblast, Rusko
12. (2014): Jižní Dakota, USA
13. (2015): Saariselkä, Laponsko, Finsko
14. (2016): Alice Springs, Austrálie
15. (2017): Národní park Razna, Lotyšsko
16. (2019): La Molina, Pyreneje, Španělsko
17. (2022): Králický Sněžník, Rychlebské hory, Česko
18. (2023): Lake Tahoe, Sierra Nevada, Kalifornie, USA

## Stručný popis
Podstata sportu – pohyb mezi kontrolními stanovišti a orientace podle mapy a buzoly – je stejný jako u orientačního běhu a v souvislosti se svým rozšiřováním v Evropě se rogaining orientačnímu běhu postupně přibližuje. Stále však zůstávají podstatné rozdíly. Pořadí průchodu kontrolami není předepsáno – závodníci si sami volí svou trasu tak, aby ve vymezeném čase získali co nejvíce bodů. Kontroly jsou různě bodově ohodnoceny podle obtížnosti a vzdálenosti od centra závodu. Rogaining byl původně pořádán jen v liduprázdných a nebezpečných terénech, a proto v něm nesoutěží jednotlivci, nýbrž jen týmy o dvou až pěti členech. Členové jednoho týmu se přitom musí pohybovat společně – na doslech. Měřítko mapy bývalo původně dosti malé, nejčastěji 1:66000, MS v roce 2012 se pořádalo na mapě 1:40000. Závod probíhá ve dne i v noci. V centru závodu je základní tábor, tzv. hash house, kde mohou závodníci kdykoli v průběhu závodu dostat jídlo, vyspat se, odpočinout si, převléknout se, atd. Závod má být postaven tak, aby vítězný tým za 24 hodin prošel téměř všemi, ale ne úplně všemi, kontrolami. To odpovídá více než stokilometrové trase, v závislosti na povaze terénu. Překročení časového limitu se penalizuje odečtením bodů.

## Varianty
Méně náročné závody např. na 12, 6 nebo 5 hodin (nejkratší z nich jsou jen denní) se často pořádají jako závody jednotlivců. Vedle pěších závodů se v ČR pořádají i závody na běžkách označované jako ski-rogaining nebo ski-adventure a závody na horských kolech označované jako bike-adveanture. Česká asociace rogainingu a horského orientačního běhu zastřešuje ještě horský orientační běh, což jsou zpravidla dvoudenní závody s pevným pořadím kontrol, na dlouhé trati a na mapě malého měřítka (1:50000), a sportovní trekking, což jsou podobné závody s tím, že každý tým s sebou nese povinné vybavení pro táboření mezi oběma etapami.